# Chức danh công ty
Chức danh công ty hoặc chức danh doanh nghiệp được trao cho các quan chức của công ty và tổ chức để cho thấy những nhiệm vụ và trách nhiệm họ có trong tổ chức. Các chức vụ như vậy được sử dụng trong các tổ chức tư nhân vì lợi nhuận và tổ chức công. Ngoài ra, nhiều tổ chức phi lợi nhuận, tổ chức giáo dục, công ty hợp danh và hộ kinh doanh cá thể cũng trao chức vụ công ty.

## Biến thể
Có sự khác biệt đáng kể trong thành phần và trách nhiệm của các chức danh công ty.
Trong văn phòng công ty hoặc trụ sở tổ chức của một công ty, một số công ty có chủ tịch hội đồng quản trị (chairman) và tổng giám đốc điều hành (CEO) là cán bộ lãnh đạo có cấp bậc cao nhất, trong khi số hai là chủ tịch và tổng giám đốc vận hành (chuyên lo các công việc hàng ngày) (COO); các công ty khác có chủ tịch và CEO nhưng không có phó giám đốc chính thức. Thông thường, các nhà quản lý cấp cao "cao" hơn các phó chủ tịch, mặc dù trong nhiều trường hợp một cán bộ cấp cao cũng có thể giữ một chức danh phó chủ tịch, chẳng hạn như Phó chủ tịch điều hành và Giám đốc tài chính (CFO). Ban giám đốc về mặt kỹ thuật không phải là một bộ phận tự quản lý, mặc dù chủ tịch ban giám đốc có thể được coi là một phần của văn phòng công ty nếu người đó là chủ tịch điều hành.
Một tập đoàn thường bao gồm các doanh nghiệp khác nhau, có nhân viên cấp cao báo cáo trực tiếp với CEO hoặc COO. Nếu được tổ chức như một bộ phận thì người quản lý cao nhất thường được gọi là Phó chủ tịch điều hành (EVP) (ví dụ: Bobby Abraham, Giám đốc dịch vụ chia sẻ tài chính toàn cầu tại Vodafone Group Plc hoặc Todd Bradley, người từng đứng đầu Nhóm Hệ thống cá nhân ở Hewlett-Packard). Nếu doanh nghiệp đó là một công ty con có tính độc lập đáng kể hơn, thì chức danh có thể là chủ tịch hội đồng quản trị và CEO.
Ở nhiều quốc gia, đặc biệt là châu Âu và châu Á, có một ban điều hành riêng giám sát hoạt động kinh doanh hàng ngày và một ban kiểm soát (được bầu bởi các cổ đông) cho mục đích kiểm soát. Ở những nước này, CEO chủ trì ban điều hành và chủ tịch hội đồng quản trị là chủ tịch ban giám sát, và hai vai trò này sẽ luôn được giữ bởi những người khác nhau. Điều này đảm bảo sự khác biệt giữa quản lý của ban điều hành và sự cai quản của ban giám sát. Điều này làm rõ ràng phạm vi quyền hạn. Có một sự song hành mạnh mẽ ở đây với cấu trúc của chính phủ, có xu hướng tách nội các chính trị khỏi công vụ quản lý.
Ở Hoa Kỳ và các quốc gia khác theo cơ cấu doanh nghiệp một ban, ban Giám đốc (được bầu bởi các cổ đông) thường tương đương với ban giám sát châu Âu / châu Á, trong khi các chức năng của ban điều hành có thể được trao cho ban giám đốc hoặc trong một ủy ban riêng biệt, có thể được gọi là ủy ban vận hành (JP Morgan Chase), ủy ban quản trị (Goldman Sachs), ủy ban điều hành (Lehman Brothers) hoặc hội đồng điều hành (Hewlett-Packard) hoặc ban điều hành (HeiG) bao gồm các trưởng bộ phận/ công ty con và các cán bộ cao cấp báo cáo trực tiếp với CEO.

### Hoa Kỳ
Theo truyền thống, luật pháp tiểu bang tại Hoa Kỳ yêu cầu một số vị trí nhất định phải được tạo ra trong mọi tập đoàn, chẳng hạn như chủ tịch, thư ký và thủ quỹ. Ngày nay, cách tiếp cận theo Đạo luật Tập đoàn Kinh doanh kiểu mẫu, được sử dụng ở nhiều tiểu bang, là cho phép các công ty tự quyết định các chức danh nào, với cơ quan được ủy quyền duy nhất là ban giám đốc.
Một số tiểu bang không sử dụng MBCA tiếp tục yêu cầu một số văn phòng nhất định phải được thành lập. Theo luật Delaware, nơi hầu hết các tập đoàn lớn của Mỹ được thành lập, chứng nhận cổ phần phải được ký bởi hai nhân viên với các chức danh theo luật định (ví dụ: một chủ tịch và thư ký hoặc một chủ tịch và thủ quỹ). Mỗi tập đoàn được thành lập ở California phải có chủ tịch hội đồng quản trị hoặc chủ tịch (hoặc cả hai), cũng như thư ký và giám đốc tài chính.
Các công ty có cấu trúc dạng công ty trách nhiệm hữu hạn thường được điều hành trực tiếp bởi các thành viên của họ, nhưng các thành viên có thể đồng ý bổ nhiệm các nhân viên như CEO hoặc bổ nhiệm "người quản lý" để vận hành công ty.
Các công ty Mỹ thường được lãnh đạo bởi một giám đốc điều hành (CEO). Ở một số công ty, CEO cũng giữ chức vụ chủ tịch. Ở các công ty khác, chủ tịch là một người khác và nhiệm vụ chính của hai vị trí được quy định trong quy chế tổ chức của công ty (hoặc luật của cơ quan tài phán pháp lý điều hành). Nhiều công ty cũng có một giám đốc tài chính (CFO), giám đốc vận hành (COO) và các vị trí cấp cao khác nếu cần thiết như giám đốc thông tin (CIO), giám đốc kinh doanh (CBO), giám đốc tiếp thị (CMO), v.v. báo cáo với chủ tịch và CEO như "phó chủ tịch cấp cao" của công ty. Cấp độ tiếp theo, không phải là vị trí điều hành, là quản lý cấp trung và có thể được gọi là phó chủ tịch, giám đốc hoặc người quản lý, tùy thuộc vào quy mô và độ sâu quản lý cần thiết của công ty.

### Vương quốc Anh
Trong tiếng Anh Anh, chức danh giám đốc quản trị thường đồng nghĩa với chức danh giám đốc điều hành. Giám đốc quản trị không có bất kỳ thẩm quyền cụ thể nào theo Đạo luật công ty ở Anh, nhưng có thẩm quyền dựa trên sự hiểu biết chung về những gì vị trí của họ đòi hỏi, cũng như bất kỳ thẩm quyền nào được ủy quyền bởi hội đồng quản trị.

### Nhật Bản và Hàn Quốc
Tại Nhật Bản, các chức danh của công ty được tiêu chuẩn hóa gần như giữa các công ty và tổ chức; Mặc dù có sự thay đổi từ công ty này sang công ty khác, các chức danh công ty trong một công ty luôn nhất quán và các công ty lớn ở Nhật Bản thường theo cùng một sườn. Những chức danh này là những chức danh chính thức được sử dụng trên danh thiếp. Các chức danh công ty Hàn Quốc tương tự như Nhật Bản, vì cấu trúc công ty Hàn Quốc đã bị ảnh hưởng bởi mô hình Nhật Bản.
Về mặt pháp lý, các công ty Nhật Bản và Hàn Quốc chỉ cần có một ban giám đốc với ít nhất một giám đốc đại diện. Trong tiếng Nhật, một giám đốc công ty được gọi là torishimariyaku (取締 役) và giám đốc đại diện được gọi là daihyo torishimariyaku (取締). Các chức danh tương đương của Hàn Quốc là isa (이사, 理事) và daepyo-isa (대표이사, 代表理事). Các chức danh này thường được kết hợp với các chức danh thấp hơn, ví dụ: senmu torishimariyaku hoặc jomu torishimariyaku cho các giám đốc điều hành Nhật Bản cũng là thành viên hội đồng quản trị. Hầu hết các công ty Nhật Bản cũng có kiểm toán viên theo luật định, những người hoạt động cùng với ban giám đốc trong vai trò giám sát.
Cấu trúc tiêu biểu của các chức danh điều hành trong các công ty lớn bao gồm:

| Tiếng Anh                                               | Kanji (hanja)   | tiếng Nhật  | Hàn Quốc            | Bình luận |
| ------------------------------------------------------- | --------------- | ----------- | ------------------- | --- |
| Chairman                                                | 会長 (會長)     | Kaicho      | Hwejang (회장)      | Thường là một chủ tịch hoặc người sáng lập công ty đã nghỉ hưu. Biểu thị một vị trí có quyền lực đáng kể trong công ty được thực hiện thông qua ảnh hưởng hậu trường thông qua chủ tịch tích cực. |
| Vice chairman                                           | 副会長 (副會長) | Fuku-kaicho | Bu-hwejang (부회장) | Tại các công ty chaebol thuộc sở hữu gia đình của Hàn Quốc như Samsung, phó chủ tịch thường giữ chức danh CEO (tức là Phó chủ tịch & CEO).                                                        |
| President                                               | 社長            | Shacho      | Sajang (사장)       | Thường là CEO của tập đoàn. Một số công ty không có vị trí "chủ tịch", trong trường hợp đó, "chủ tịch" là vị trí hàng đầu được tôn trọng và có thẩm quyền như nhau.                               |
| Deputy president hay Senior executive vice president    | 副社長          | Fuku-shacho | Bu-sajang (부사장)  | Báo cáo với chủ tịch |
| Executive vice president                                | 専務            | Senmu       | Jŏnmu (전무)        | |
| Senior vice president                                   | 常務            | Jomu        | Sangmu (상무)       | |
| Vice president hay general manager hoặc department head | 部長            | Bucho       | Bujang (부장)       | Chức danh không điều hành cao nhất; biểu thị một người đứng đầu một bộ phận / bộ phận. Có sự khác biệt đáng kể trong bản dịch tiếng Anh chính thức được sử dụng bởi các công ty khác nhau.        |
| Deputy general manager                                  | 次長            | Jicho       | Chajang (차장)      | Trực tiếp phụ thuộc vào bucho / bujang |
| Manager hay section head                                | 課長            | Kacho       | Gwajang (과장)      | Biểu thị một người đứng đầu một nhóm / bộ phận bên dưới một bộ phận / bộ phận lớn hơn. |
| Assistant manager hay team leader                       | 係長 (代理)     | Kakaricho   | Daeri' (대리)       | |
| Staff                                                   | 社員            | Shain       | Sawon (사원)        | Nhân viên không có chức danh quản lý thường được gọi mà không sử dụng một chức danh nào cả |

Nhóm quản lý hàng đầu, bao gồm jomu / sangmu trở lên, thường được gọi chung là "quản lý cấp cao" (hoặc 重; kambu hoặc juyaku trong tiếng Nhật; ganbu hoặc jungyŏk trong tiếng Hàn).
Một số công ty Nhật Bản và Hàn Quốc cũng đã áp dụng các tiêu đề kiểu Mỹ, nhưng chúng chưa được phổ biến rộng rãi và cách sử dụng của chúng khác nhau. Ví dụ, mặc dù có bản dịch tiếng Hàn cho giám đốc điều hành (최고운영책임자, choego unyŏng chaegimja), nhưng không nhiều công ty áp dụng nó ngoại trừ một vài công ty đa quốc gia như Samsung và CJ, trong khi chức giám đốc tài chính thường được sử dụng cùng với các chức danh khác như bu-sajang (SEVP) hoặc Jŏnmu (EVP).
Từ cuối những năm 1990, nhiều công ty Nhật Bản đã giới thiệu chức vụ shikko yakuin (執行役員) hoặc "cán bộ", tìm cách mô phỏng sự tách biệt giữa các giám đốc và cán bộ trong các công ty Mỹ. Năm 2002, chức danh theo luật định của shikko yaku (執行役) đã được giới thiệu để sử dụng trong các công ty giới thiệu cấu trúc ba ủy ban trong ban giám đốc của họ. Các chức danh thường được trao cho bucho và nhân sự cấp cao hơn. Mặc dù hai chức danh rất giống nhau về mục đích và cách sử dụng, nhưng có một số điểm khác biệt về pháp lý: shikko yaku tự đưa ra quyết định trong quá trình thực hiện công việc được ủy quyền bởi ban giám đốc và được coi là người quản lý công ty thay vì nhân viên, với tư cách pháp nhân tương tự như giám đốc. Shikko yakuin được coi là nhân viên của công ty tuân theo quyết định của hội đồng quản trị, mặc dù trong một số trường hợp, giám đốc cũng có thể có chức danh shikko yakuin.

## Đội ngũ quản lí cấp cao
Các giám đốc điều hành cấp cao nhất trong đội ngũ quản lý cấp cao thường có các chức danh bắt đầu bằng "trưởng (hoặc tổng)" tạo thành cái thường được gọi là C-Suite. Ba cán bộ truyền thống như vậy là giám đốc điều hành (CEO), giám đốc vận hành (COO) và giám đốc tài chính (CFO). Tùy thuộc vào cấu trúc quản lý, các chức danh có thể tồn tại thay vì hoặc được pha trộn / chồng chéo với các chức danh điều hành truyền thống khác, chẳng hạn như chủ tịch, các chỉ định khác nhau của các phó chủ tịch (ví dụ: phó chủ tịch mảng tiếp thị) và tổng giám đốc hoặc giám đốc của các bộ phận khác nhau (như làm giám đốc tiếp thị); sau này có thể hoặc không bao hàm thành viên của ban giám đốc.
Một số vị trí nổi bật khác đã xuất hiện, một số trong đó là đặc thù của ngành. Ví dụ, các vị trí Giám đốc điều hành (CAE), Giám đốc thu mua (CPO) và Giám đốc quản lý rủi ro (CRO) thường được tìm thấy trong nhiều loại công ty dịch vụ tài chính. Các công ty công nghệ thuộc mọi loại hiện có xu hướng có một giám đốc công nghệ (CTO) để quản lý phát triển công nghệ. Một giám đốc công nghệ thông tin (CIO) giám sát các vấn đề về CNTT (công nghệ thông tin), trong các công ty chuyên về CNTT hoặc trong bất kỳ loại công ty nào phụ thuộc vào nó để hỗ trợ cơ sở hạ tầng.
Nhiều công ty hiện cũng có một giám đốc tiếp thị (CMO), đặc biệt là các công ty trưởng thành trong các lĩnh vực cạnh tranh, trong đó quản lý thương hiệu là ưu tiên cao. Một giám đốc giá trị (CVO) được giới thiệu trong các công ty nơi các quy trình kinh doanh và các tổ chức tổ chức tập trung vào việc tạo ra và tối đa hóa giá trị. Một giám đốc hành chính (CAO) có thể được tìm thấy trong nhiều tổ chức lớn có nhiều phòng ban hoặc bộ phận khác nhau. Ngoài ra, nhiều công ty hiện gọi vị trí lãnh đạo đa dạng hàng đầu của họ là giám đốc đa dạng (CDO). Tuy nhiên, điều này và nhiều chức danh phi truyền thống và/hoặc cấp thấp khác (xem bên dưới) không được công nhận là cán bộ công ty và chúng có xu hướng cụ thể đối với văn hóa tổ chức cụ thể hoặc sở thích của nhân viên.

### Vị trí cán bộ công ty cụ thể
- Chủ tịch hội đồng quản trị - chủ tịch hội đồng quản trị của công ty. Chủ tịch ảnh hưởng đến ban giám đốc, từ đó bầu và bãi nhiệm các cán bộ của một tập đoàn và giám sát các hoạt động nhân sự, tài chính, môi trường và kỹ thuật của một tập đoàn.
  - CEO cũng có thể giữ chức danh chủ tịch hội đồng quản trị, dẫn đến một chủ tịch điều hành (Executive chairman). Trong trường hợp này, hội đồng quản trị thường xuyên gọi một thành viên độc lập của ban giám đốc là giám đốc lãnh đạo.
  - Chủ tịch điều hành - chức vụ của chủ tịch cũng có thể tồn tại như một văn phòng tách biệt với giám đốc điều hành và được coi là chủ tịch điều hành nếu chủ sở hữu đó có ảnh hưởng đến hoạt động của công ty, như Steve Case của AOL Time Warner và Douglas Flint của HSBC. Đặc biệt, nhóm chủ tịch tập đoàn của HSBC được coi là vị trí hàng đầu của tổ chức đó, vượt xa giám đốc điều hành và chịu trách nhiệm lãnh đạo hội đồng quản trị và đại diện cho công ty trong các cuộc họp với các nhân vật chính phủ.[18][19] Trước khi thành lập hội đồng quản trị nhóm năm 2006, chủ tịch hội đồng quản trị của HSBC về cơ bản nắm giữ nhiệm vụ của một giám đốc điều hành tại một tổ chức tương đương, trong khi giám đốc điều hành của HSBC giữ chức phó giám đốc. Sau quá trình cải tổ năm 2006, nhóm cán bộ quản lý sẽ vận hành doanh nghiệp, trong khi chủ tịch hội đồng quản trị giám sát việc kiểm soát doanh nghiệp thông qua việc tuân thủ, kiểm toán và đường hướng của doanh nghiệp.[20]
  - Chủ tịch hội đồng quản trị không điều hành - cũng là một chức vụ riêng biệt với CEO, không giống như chủ tịch điều hành, một chủ tịch không điều hành không can thiệp vào các vấn đề hàng ngày của công ty. Trên khắp thế giới, nhiều công ty đã tách rời vai trò của chủ tịch hội đồng quản trị và CEO, thường dẫn đến một chủ tịch hội đồng quản trị không điều hành, nói rằng động thái này giúp cải thiện quản trị doanh nghiệp.
- Giám đốc kinh doanh là một giám đốc điều hành cấp cao của công ty, chịu trách nhiệm quản lý toàn bộ việc thực hiện thỏa thuận của công ty, cung cấp khả năng lãnh đạo và thực hiện chiến lược thỏa thuận cho phép công ty hoàn thành sứ mệnh khoa học / công nghệ và xây dựng giá trị cổ đông, hướng dẫn quản lý cho sản phẩm của công ty nhân viên phát triển khi cần thiết.
- Chánh văn phòng là một nhà quản lý cấp giám đốc công ty, người chịu trách nhiệm chung cho hoạt động của nhân viên trong công ty, người thường có trách nhiệm tuyển dụng và sa thải các nhà quản lý cấp cao nhất và đôi khi là giám đốc. Họ có thể làm việc và báo cáo trực tiếp với giám đốc quản lý và giám đốc điều hành.
- Ủy viên
- Cán bộ kiểm soát tài chính, FCO hoặc FC, cũng là Giám đốc hoặc Kiểm soát viên - giám sát báo cáo tài chính và kế toán trong một tổ chức
- Giám đốc hoặc thành viên ban giám đốc - quan chức cấp cao có trách nhiệm ủy thác giám sát hoạt động của một công ty cổ phần và bầu hoặc bãi nhiệm các cán bộ của một công ty cổ phần; trên danh nghĩa, các giám đốc, ngoài chủ tịch hội đồng quản trị thường không được coi là nhân viên của công ty, mặc dù họ có thể nhận được bồi thường, thường bao gồm các lợi ích; trong các công ty đại chúng. Ban giám đốc thường bao gồm các thành viên (giám đốc) là một tập hợp gồm các quan chức công ty cũng là nhân viên quản lý của công ty (giám đốc nội bộ) và những người không được công ty tuyển dụng trong bất kỳ khả năng nào (giám đốc bên ngoài hoặc giám đốc giám đốc không điều hành). Trong các công ty tư nhân, ban giám đốc thường chỉ bao gồm các quan chức công ty theo luật định, trong các hộ kinh doanh và công ty hợp danh, ban quản trị là hoàn toàn tùy chọn, và nếu nó tồn tại, chỉ hoạt động trong khả năng tư vấn cho chủ sở hữu hoặc đối tác. Các tập đoàn phi lợi nhuận được điều hành bởi một ban quản trị thay vì một ban giám đốc
- Giám đốc - người quản lý các nhà quản lý trong một tổ chức thường chịu trách nhiệm về một chức năng kinh doanh chính và đôi khi báo cáo với phó chủ tịch (lưu ý rằng trong một số công ty dịch vụ tài chính, phó chủ tịch có một ý nghĩa khác). Thường được sử dụng với tên của một khu vực chức năng; giám đốc tài chính, giám đốc tiếp thị, v.v. Đừng nhầm lẫn với một thành viên của ban giám đốc, người cũng được gọi là giám đốc. Đây là một quản lý cấp trung và không phải là một vị trí cấp điều hành, trừ khi nó thuộc ngành ngân hàng. Ngoài ra, người quản lý các nhà quản lý thường được gọi là "quản lý cấp cao" hoặc là "phó chủ tịch liên kết", tùy thuộc vào cấp quản lý và loại ngành.
- Chủ tịch - nhân viên công ty "có chức danh" được công nhận cao nhất theo luật, và thường là thành viên của ban giám đốc. Có nhiều biến thể; Thường thì CEO cũng giữ chức danh chủ tịch, trong khi ở các tổ chức khác nếu có một CEO riêng thì chủ tịch lại đứng ở vị trí cao thứ hai. Trong trường hợp như vậy, chủ tịch thường là COO và được coi là tập trung hơn vào các hoạt động hàng ngày so với CEO, người được cho là có tầm nhìn xa trông rộng. Nếu chủ tịch tập đoàn không phải là COO (chẳng hạn như Richard Parsons của Time Warner từ 1995 - 2001), thì nhiều trưởng phòng báo cáo trực tiếp với chính CEO, với việc chủ tịch nhận nhiệm vụ đặc biệt từ CEO.
- Thư ký hoặc thư ký công ty - nhân viên "có chức vị" được công nhận hợp pháp, báo cáo cho ban giám đốc và chịu trách nhiệm lưu giữ hồ sơ của ban giám đốc và công ty. Chức vụ này thường được giữ bởi thủ quỹ ở vị trí kép được gọi là thư ký-thủ quỹ; cả hai vị trí có thể được giữ đồng thời bởi CFO. Tuy nhiên, lưu ý rằng thư ký có một đường dây báo cáo cho ban giám đốc, bất kể đường dây báo cáo nào khác được trao bởi các chức danh đồng thời.
- Thủ quỹ - nhân viên công ty được công nhận hợp pháp được giao trách nhiệm ủy thác chăm sóc các quỹ của công ty. Thường thì chức danh này được tổ chức đồng thời với chức danh thư ký trong một vai trò kép gọi là thư ký-thủ quỹ. Nó cũng có thể được tổ chức đồng thời với chức danh CFO hoặc thuộc thẩm quyền của một người, mặc dù CFO có xu hướng giám sát bộ phận tài chính thay vì liên quan đến kế toán và kiểm toán, trong khi thủ quỹ làm việc trực tiếp với các quỹ của công ty. Tuy nhiên, lưu ý rằng thủ quỹ có một đường dây báo cáo cho ban giám đốc, bất kể đường báo cáo nào khác được trao bởi các chức danh đồng thời.
- Người quản lý
- Chủ sở hữu (đôi khi là chủ sở hữu hoặc chủ sở hữu duy nhất, đối với hộ kinh doanh cá thể)
- Đối tác - Được sử dụng theo nhiều cách khác nhau. Điều này có thể chỉ ra người đồng sở hữu như trong quan hệ đối tác hợp pháp hoặc có thể được sử dụng theo cách chung để chỉ một nhóm nhân viên rộng rãi hoặc nhân viên tạm thời / hợp đồng thường được giao lĩnh vực hoặc công việc dịch vụ khách hàng. Associate thường được sử dụng theo cách tương tự.
- Phó Chủ tịch hội đồng quản trị - cán bộ của hội đồng quản trị có thể thay thế khi chủ tịch hội đồng quản trị vắng mặt. Tuy nhiên, loại chức danh phó chủ tịch này thường chỉ có vai trò tư vấn và không có vai trò vận hành (như Ted Turner tại Time Warner).[21] Một định nghĩa không liên quan của phó chủ tịch mô tả một giám đốc điều hành có thứ hạng cao hơn hoặc có thâm niên hơn so với phó chủ tịch điều hành. Đôi khi, EVP báo cáo với phó chủ tịch, người này lần lượt báo cáo trực tiếp với CEO (vì vậy các phó chủ tịch có hiệu lực tạo thành một lớp quản lý bổ sung), các phó chủ tịch khác có nhiều trách nhiệm hơn nhưng lại ngang hàng với EVPs. Phó chủ tịch điều hành thường không nhất thiết phải có trong ban giám đốc. Ngân hàng Hoàng gia Canada trước đây đã sử dụng phó chủ tịch trong vòng quản lý nội bộ của họ cho đến năm 2004 nhưng sau đó đã đổi tên họ thành trưởng nhóm.

### Danh sách các chức danh (C * O)
| Chức vụ                                | Postnominal | Giải thích |
| -------------------------------------- | ----------- | --- |
| chief academic officer                 | CAO         | Chịu trách nhiệm quản lý học tập tại các trường đại học và các tổ chức giáo dục đại học khác. |
| chief accounting officer               | CAO         | Chịu trách nhiệm giám sát tất cả các chức năng kế toán và kế toán, đảm bảo rằng các tài khoản sổ cái, báo cáo tài chính và hệ thống kiểm soát chi phí đang hoạt động hiệu quả. |
| chief administrative officer           | CAO         | Chịu trách nhiệm quản trị kinh doanh, bao gồm các hoạt động hàng ngày và hiệu suất tổng thể. |
| chief artificial intelligence officer  | CAIO        | Chịu trách nhiệm cho bộ phận nghiên cứu AI. |
| chief analytics officer                | CAO         | Chịu trách nhiệm phân tích và giải thích dữ liệu. |
| chief architect                        | CA          | Chịu trách nhiệm thiết kế các hệ thống có tính sẵn sàng cao và khả năng mở rộng, đặc biệt trong các công ty công nghệ. Thường được gọi là kiến trúc sư doanh nghiệp (EA). |
| chief audit executive                  | CAE         | Chịu trách nhiệm kiểm toán nội bộ. |
| chief business officer                 | CBO         | Chịu trách nhiệm thực hiện thỏa thuận của công ty, cung cấp khả năng lãnh đạo và thực hiện chiến lược thỏa thuận cho phép công ty hoàn thành nhiệm vụ khoa học / công nghệ và xây dựng giá trị cổ đông, cung cấp hướng dẫn quản lý cho nhân viên phát triển sản phẩm của công ty khi cần. |
| chief business development officer     | CBDO        | Chịu trách nhiệm về kế hoạch phát triển kinh doanh, thiết kế và thực hiện các quy trình để hỗ trợ tăng trưởng kinh doanh. |
| chief brand officer                    | CBO         | Chịu trách nhiệm về hình ảnh, kinh nghiệm và lời hứa của một thương hiệu và tuyên truyền nó trên tất cả các khía cạnh của công ty, giám sát tiếp thị, quảng cáo, thiết kế, quan hệ công chúng và bộ phận dịch vụ khách hàng. |
| chief commercial officer               | CCO         | Chịu trách nhiệm về chiến lược và phát triển thương mại. |
| chief communications officer           | CCO         | Chịu trách nhiệm truyền thông cho nhân viên, cổ đông, truyền thông, blogger, người có ảnh hưởng, báo chí, cộng đồng và công chúng. Ứng dụng thực tế của nghiên cứu truyền thông. |
| chief compliance officer               | CCO         | Chịu trách nhiệm giám sát và quản lý tuân thủ quy định. |
| chief content officer                  | CCO         | Chịu trách nhiệm phát triển và vận hành nội dung (phương tiện) cho các kênh phát sóng và khai thác đa phương tiện. |
| chief creative officer                 | CCO         | Theo một nghĩa của thuật ngữ này, chịu trách nhiệm về cái nhìn và cảm nhận chung về tiếp thị, truyền thông và thương hiệu. Theo một nghĩa khác, tương tự như giám đốc thiết kế. |
| chief customer officer                 | CCO         | Chịu trách nhiệm quản lý quan hệ khách hàng. |
| chief development officer              | CDO         | Chịu trách nhiệm về các hoạt động phát triển kinh doanh, thường thông qua các sản phẩm được thêm vào, khách hàng, thị trường hoặc phân khúc được thêm vào. |
| chief data officer                     | CDO         | Chịu trách nhiệm quản trị toàn doanh nghiệp và sử dụng thông tin và dữ liệu làm tài sản, thông qua xử lý dữ liệu, phân tích dữ liệu, khai thác dữ liệu, giao dịch thông tin và các phương tiện khác. |
| chief design officer                   | CDO         | Chịu trách nhiệm giám sát tất cả các khía cạnh thiết kế của sản phẩm và dịch vụ của công ty, bao gồm thiết kế sản phẩm, thiết kế đồ họa, thiết kế trải nghiệm người dùng, thiết kế công nghiệp và thiết kế bao bì, và có thể cả các khía cạnh của quảng cáo, tiếp thị và kỹ thuật. |
| chief digital officer                  | CDO         | Chịu trách nhiệm áp dụng các công nghệ kỹ thuật số, trải nghiệm người tiêu dùng kỹ thuật số, quá trình chuyển đổi kỹ thuật số, và đưa ra và thực hiện các chiến lược xã hội. |
| chief diversity officer                | CDO         | Chịu trách nhiệm về sự đa dạng và hòa nhập, bao gồm đào tạo đa dạng và cơ hội việc làm bình đẳng. |
| chief engineering officer              | CEngO       | Tương tự như giám đốc công nghệ phổ biến hơn (CTO); chịu trách nhiệm về các vấn đề R & D về công nghệ / sản phẩm và/hoặc sản xuất trong một công ty công nghệ, giám sát sự phát triển của công nghệ đang được thương mại hóa. |
| chief executive officer                | CEO         | Chịu trách nhiệm về tầm nhìn và định hướng chung của một tổ chức, đưa ra quyết định cuối cùng đối với tất cả các hoạt động của tập đoàn. Cán bộ quản lý cấp cao nhất; thường cũng là chủ tịch hội đồng quản trị. Thường được gọi là CEO ở Hoa Kỳ, giám đốc điều hành hoặc giám đốc điều hành tại Vương quốc Anh, Khối thịnh vượng chung và một số quốc gia khác.                                |
| chief experience officer               | CXO         | Chịu trách nhiệm về trải nghiệm người dùng, giám sát thiết kế trải nghiệm người dùng và thiết kế giao diện người dùng. Không nên nhầm lẫn với CRLO, một thuật ngữ thường được sử dụng khi đề cập đến bất kỳ một trong những sĩ quan trưởng khác nhau. |
| chief financial officer                | CFO         | Chịu trách nhiệm cho tất cả các khía cạnh của tài chính. |
| chief gaming officer                   | CGO         | Chịu trách nhiệm cho cả phát triển trò chơi và chức năng xuất bản trực tuyến / ngoại tuyến của một công ty sản xuất trò chơi video. |
| chief human resources officer          | CHRO        | Chịu trách nhiệm cho tất cả các khía cạnh của quản lý nguồn nhân lực và quan hệ công nghiệp. |
| chief information officer              | CIO         | Chịu trách nhiệm về công nghệ thông tin (CNTT), đặc biệt là trong các công ty CNTT hoặc các công ty phụ thuộc nhiều vào cơ sở hạ tầng CNTT. |
| chief information security officer     | CISO        | Chịu trách nhiệm bảo mật thông tin. |
| chief innovation officer               | CINO        | Chịu trách nhiệm đổi mới. |
| chief investment officer               | CIO         | Chịu trách nhiệm đầu tư và/hoặc quản lý trách nhiệm tài sản (ALM) của các tổ chức tài chính lớn điển hình như công ty bảo hiểm, ngân hàng và/hoặc quỹ hưu trí. |
| chief information technology officer   | CITO        | Chịu trách nhiệm về công nghệ thông tin. Thường tương đương với giám đốc thông tin (CIO) và, trong một công ty bán CNTT, giám đốc công nghệ (CTO). |
| chief knowledge officer                | CKO         | Chịu trách nhiệm quản lý vốn trí tuệ và quản lý tri thức. |
| chief legal officer                    | CLO         | Chịu trách nhiệm giám sát và xác định các vấn đề pháp lý trong tất cả các bộ phận và mối quan hệ của họ, cũng như quản trị doanh nghiệp và chính sách kinh doanh. Thường được gọi là tư vấn chung (GC) hoặc tư vấn trưởng. |
| chief learning officer                 | CLO         | Chịu trách nhiệm học tập và đào tạo. |
| chief marketing officer                | CMO         | Chịu trách nhiệm tiếp thị; công việc có thể bao gồm quản lý bán hàng, phát triển sản phẩm, quản lý kênh phân phối, truyền thông tiếp thị (bao gồm quảng cáo và khuyến mãi), giá cả, nghiên cứu thị trường và dịch vụ khách hàng. |
| chief medical officer                  | CMO         | Chịu trách nhiệm về sự xuất sắc của khoa học và y tế, đặc biệt là trong các công ty dược phẩm, hệ thống y tế, bệnh viện và mạng lưới nhà cung cấp tích hợp. Tiêu đề được sử dụng ở nhiều quốc gia cho các quan chức chính phủ cao cấp, người tư vấn về các vấn đề quan trọng đối với sức khỏe cộng đồng. Theo nghĩa sau, so sánh cũng là Giám đốc Nha khoa (Canada) và Giám đốc Nha khoa (Anh). |
| chief networking officer               | CNO         | Chịu trách nhiệm về vốn xã hội trong công ty và giữa công ty với các đối tác. |
| chief nursing officer                  | CNO         | Chịu trách nhiệm điều dưỡng. |
| chief operating officer                | COO         | Chịu trách nhiệm về hoạt động kinh doanh, bao gồm quản lý hoạt động, nghiên cứu hoạt động và (khi có thể) hoạt động sản xuất; vai trò rất cao và tình huống, thay đổi từ công ty này sang công ty khác và thậm chí từ một giám đốc điều hành sang người kế nhiệm của họ trong cùng một công ty. Thường được gọi là giám đốc của các hoạt động, trong lĩnh vực phi lợi nhuận.                    |
| chief privacy officer                  | CPO         | Chịu trách nhiệm cho tất cả sự riêng tư của dữ liệu trong một tổ chức, bao gồm cả việc thực thi chính sách quyền riêng tư. |
| chief process officer                  | CPO         | Chịu trách nhiệm về quy trình kinh doanh và lý thuyết quy trình áp dụng, xác định các quy tắc, chính sách và hướng dẫn để đảm bảo rằng các mục tiêu chính tuân theo chiến lược của công ty cũng như thiết lập các cơ chế kiểm soát. |
| chief procurement officer              | CPO         | Chịu trách nhiệm mua sắm, tìm nguồn cung ứng hàng hóa và dịch vụ và đàm phán giá cả và hợp đồng. |
| chief product officer                  | CPO         | Chịu trách nhiệm cho tất cả các vấn đề liên quan đến sản phẩm. Giám đốc sản phẩm (CPO) là đối với sản phẩm kinh doanh, điều mà Giám đốc công nghệ dành cho công nghệ. Trách nhiệm của CPO bao gồm tầm nhìn sản phẩm, chiến lược sản phẩm, trải nghiệm người dùng, thiết kế sản phẩm, phát triển sản phẩm và tiếp thị sản phẩm.                                                                  |
| chief quality officer                  | CQO         | Chịu trách nhiệm về chất lượng và đảm bảo chất lượng, thiết lập các mục tiêu chất lượng và đảm bảo rằng các mục tiêu đó tiếp tục được đáp ứng theo thời gian. |
| chief research and development officer | CRDO        | Chịu trách nhiệm nghiên cứu và phát triển. |
| chief research officer                 | CRO         | Chịu trách nhiệm nghiên cứu. |
| chief revenue officer                  | CRO         | Chịu trách nhiệm đo lường và tối đa hóa doanh thu. |
| chief risk officer                     | CRO         | Chịu trách nhiệm quản lý rủi ro, đảm bảo rằng rủi ro được tránh, kiểm soát, chấp nhận hoặc chuyển giao và các cơ hội không bị bỏ lỡ. Đôi khi được gọi là giám đốc quản lý rủi ro (CRMO). |
| chief system engineer                  | CSE         | Chịu trách nhiệm cho toàn bộ đặc điểm kỹ thuật hệ thống. xác nhận và xác minh trong các quá trình phát triển. Thường sử dụng như người quản lý của các kỹ sư hệ thống phụ khác. |
| chief sales officer                    | CSO         | Chịu trách nhiệm bán hàng. |
| chief science officer                  | CSO         | Chịu trách nhiệm về khoa học, thường là khoa học ứng dụng, bao gồm nghiên cứu và phát triển và các công nghệ mới. Đôi khi được gọi là nhà khoa học trưởng. |
| chief security officer                 | CSO         | Chịu trách nhiệm về bảo mật, bao gồm bảo mật vật lý, an ninh mạng và nhiều loại khác. |
| chief strategy officer                 | CSO         | Chịu trách nhiệm về chiến lược, thường là chiến lược kinh doanh, bao gồm hoạch định chiến lược và quản lý chiến lược. Hỗ trợ giám đốc điều hành với chiến lược phát triển, giao tiếp, thực hiện và duy trì. Đôi khi được gọi là giám đốc hoạch định chiến lược (CSPO). |
| chief sustainability officer           | CSO         | Chịu trách nhiệm về các chương trình môi trường / bền vững. |
| chief technology officer               | CTO         | Chịu trách nhiệm về công nghệ và nghiên cứu và phát triển, giám sát sự phát triển của công nghệ sẽ được thương mại hóa. (Đối với một công ty công nghệ thông tin, vấn đề tương tự như CIO; tuy nhiên, trọng tâm của CTO là công nghệ để công ty bán so với công nghệ được sử dụng để tạo thuận lợi cho hoạt động của chính công ty.). Đôi khi được gọi là giám đốc kỹ thuật.                    |
| chief value officer                    | CVO         | Đảm bảo rằng tất cả các chương trình, hành động, sản phẩm mới, dịch vụ và đầu tư tạo ra và nắm bắt giá trị của khách hàng. |
| chief visionary officer                | CVO         | Chịu trách nhiệm xác định tầm nhìn của công ty, chiến lược kinh doanh và kế hoạch làm việc. |
| chief web officer                      | CWO         | Responsible for the web presence of the company and usually for the entire online presence, including intranet và internet (web, mobile apps, other). |

## Quản lý cấp trung
- Giám sát
- Quản đốc
- Tổng giám đốc hoặc GM
- Quản lí
- Luật sư cố vấn - Một luật sư làm việc trên cơ sở bán thời gian hoặc tạm thời cho một công ty hoặc công ty luật.
- Phó chủ tịch - Quản lý cấp trung hoặc cấp cao trong một tập đoàn. Chúng thường xuất hiện trong các tầng thứ bậc khác nhau như phó chủ tịch điều hành, phó chủ tịch cấp cao, phó chủ tịch liên kết hoặc phó chủ tịch hỗ trợ, với phó chủ tịch điều hành thường được coi là cao nhất và thường báo cáo với CEO hoặc chủ tịch. Nhiều lần, các cán bộ công ty như CFO, COO, CIO, CTO, thư ký hoặc thủ quỹ sẽ đồng thời nắm giữ các chức danh phó chủ tịch, thường là EVP hoặc SVP. Phó chủ tịch trong các công ty nhỏ cũng được gọi là trưởng của một bộ phận nhất định, chẳng hạn như phó chủ tịch tài chính, hoặc phó chủ tịch hành chính. Lưu ý rằng trong một số bối cảnh tài chính, chức danh phó chủ tịch thực sự phụ thuộc vào một giám đốc.